# حصار هراة (1856)

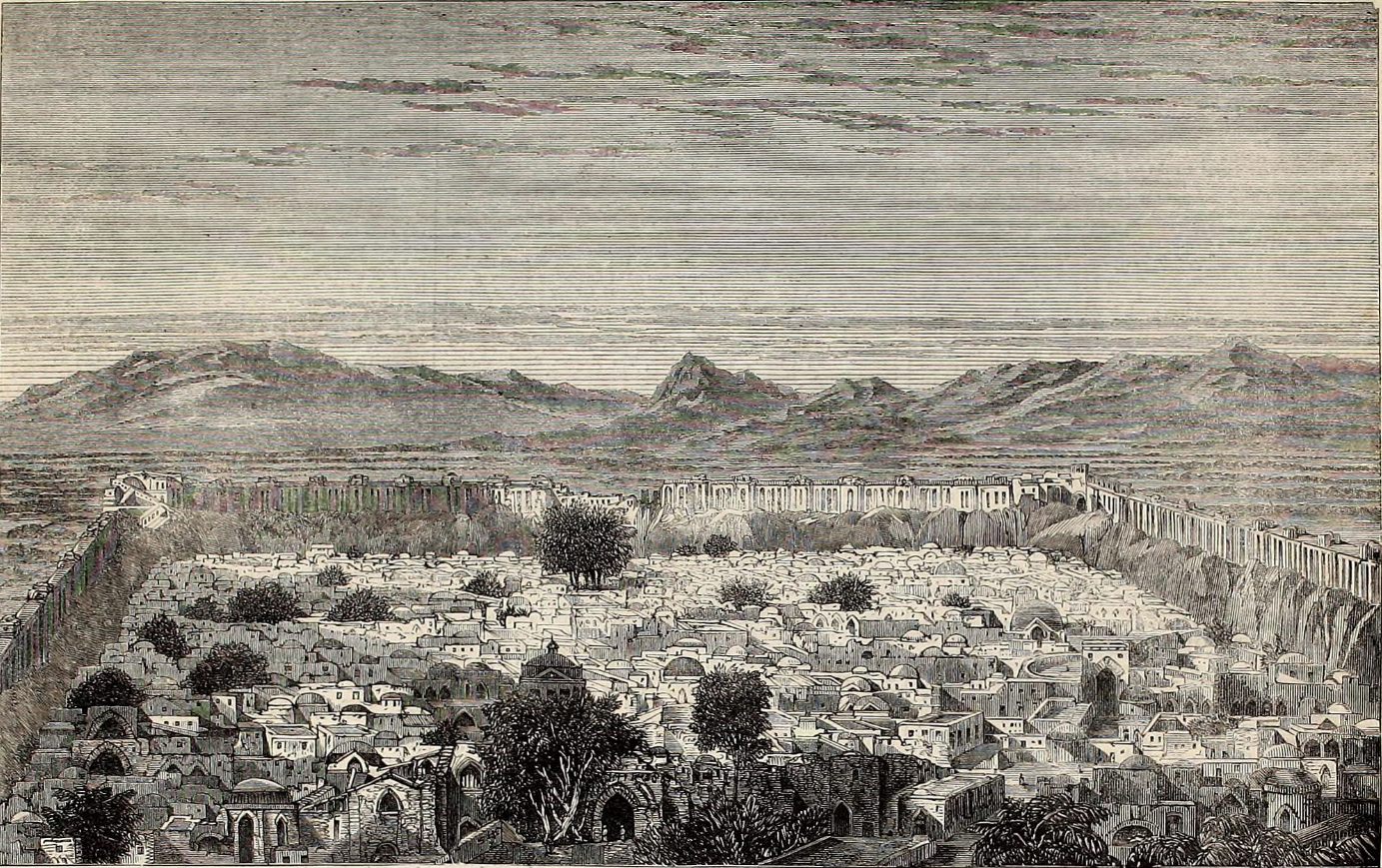
رسم توضيحي لهراة من القلعة مقال: رسومات تخطيطية لهراة. رسم توضيحي لصحيفة أخبار لندن المصورة، ١٣ يونيو ١٨٦٣

كان حصار هراة (أواخر مارس 1856- 26 أكتوبر 1856) غزوًا لمملكة هراة المجاورة وحصارًا ناجحًا لقلعتها من قبل جيش قاجار الذي كان تحت قيادة حسام السلطنة، السلطان مراد ميرزا. كان حصار عام 1856 جزءًا من جهود قاجار المنسقة لتعويض خسارة الأراضي التي كانت قد وقعت مؤخرًا في الحروب الروسية الفارسية التي وقعت بين عامي 1804-1813 وعامي 1826 – 1828 عبر إعادة غزو غرب أفغانستان التي كانت تاريخيًا جزءًا من مجال بلاد فارس. كان الصراع أيضًا جزءًا من اللعبة الكبرى الأكثر اتساعًا بين الإمبراطورية البريطانية والإمبراطورية الروسية.
كانت الحملة الفارسية إلى هراة مخالفة لاتفاقية وقعها ناصر الدين القاجاري مع المملكة المتحدة في شهر يناير من عام 1853. بموجب هذه الاتفاقية، تمتنع الحكومة الفارسية عن إرسال قوات إلى هراة أو التدخل في قضاياها الداخلية. كان الحصار نقطة جدال رئيسية في انهيار العلاقات الأنغلو فارسية وفي النهاية بات سببًا للحرب الأنغلو فارسية. بعد الاستيلاء على هراة بنجاح، طُرد العملاء البريطانيون من بلاد فارس أو غادروا بملء إرادتهم. على الرغم من إرسال فروخ خان غفاري للمفاوضة من أجل حل دبلوماسي، كان البريطانيون يحضرون مسبقًا لعمل عسكري ضد بلاد فارس بحلول شهر يوليو من عام 1856. وأصدر البريطانيون بشكل حتمي إعلان حرب على بلاد فارس من كالكوتا في 1 نوفمبر من عام 1856. وواصل الجيش الفارسي احتلال هراة وغادر فقط تماشيًا مع معاهدة باريس التي أنهت الحرب الأنغلو فارسية. ومع ذلك، تمكنت الحكومة الفارسية من تنصيب سلطان أحمد خان كحاكم دمية لهراة قبل إقرار معاهدة السلام مع بريطانيا.

## الخلفية
في عام 1818، حكمت قبيلة سادوزاي هراة التي كانت نصف مستقلة، في حين كانت كابول وقندهار محكومتين من قبل سلالتي باركازايس ومحمدزايس على التوالي. كانت هراة من الناحية الفعلية مستقلة منذ العام 1801. وكانت فارس قد قامت بمحاولات عديدة بنجاح محدود لإعادة غزو هراة. شهدت الأعوام 1807 و1811 و1814 و1817 محاولات عديدة لغزو هراة مع دعمها لتمرد في خراسان في تلك الفترة. كان الوزراء البريطانيون في طهران صريحين في معاداتهم للجهود الحثيثة لغزو هراة في أعوام 1833 و1837 و1852. كان عدم الرضى المتعاظم جليًا مع صعود سيد محمد خان إلى كرسي السلطة في هراة. ردًا على ذلك، قادت خانات قندهار حملة جديدة ضد هراة. في مطلع العام 1851، كانت الجيوش القندهارية قد احتلت فرح ولاش وا جواين وسابزاوار وعلى بعد 100 كيلومتر من هراة. بناءًا على أوامر سيد محمد خان، تدخلت فارس واحتلت المدينة في أواخر العام 1851، مجبرة كوهاندل خان في قندهار على الانسحاب. ومع مواجهته لتهديدات بريطانية متصاعدة لكسر العلاقات الدبلوماسية واحتلال جزيرة خارج كما كان قد فعل خلال حملة العام 1837، انسحب الجيش الفارسي من هراة في شهر يناير من عام 1852. كانت اتفاقية شيل نوري لعام 1853 تهدف إلى تحجيم نفوذ بلاد فارس في هراة.
بعد إبرام الاتفاقية، وجه سيد محمد خان سياسته الخارجية لمصلحة البريطانيين بعيدًا عن طهران. إلا أنه مع دعم فارس، حل محمد يوسف سادوزاي محل سيد محمد خان وأعدمه في شهر سبتمبر من عام 1855. ومع وفاة كوهاندل خان في السنة نفسها، حشد شقيقه وأمير كابول دوست محمد خان جيشه للاستيلاء على قندهار واستولى على المدينة في 14 نوفمبر من عام 1855. زاد دوست محمد خان من التوترات في طهران حول نواياه. واعتبرته شركة الهند الشرقية، بموجب اتفاقية أبرمتها معه، أميرًا لأفغانستان بأكملها. مع الدعم البريطاني، أفصح عندها دوست محمد خان عن نواياه في السير إلى هراة تحت ذريعة الانتقام لمقتل صهره سيد محمد. ونظرًا إلى الدينامية السياسية في أفغانستان، أصدر ناصر الدين القاجاري أمرًا ملكيًا بالبدء بحشد القوات في خمس مقاطعات في ديسمبر من عام 1855. كان نداء ميرزا مالكام خان الصريح لغزو هراة محوريًا في إعادة تأكيد طموحات الشاه. ورُسمت المقاربة الاستراتيجية لإيران في ما يتعلق بهراة عبر وزير الخارجية ميرزا سعيد خان وفروخ خان غفاري ونيكولاس بوري، المبعوث الفرنسي في طهران.

### حسام السلطنة
كان السلطان مراد ميرزا مرشحًا مثاليًا لقيادة جيش القاجار. بصفته أحد أبناء عباس ميرزا البالغ عددهم 26 ولدًا، كان مراد ميرزا أميرًا قاجاريًا معتزًا بنفسه بصورة ملحوظة. إضافة إلى مزاياه الشخصية البارزة، منحت مشاعر السلطان مراد ميرزا المناهضة للبريطانيين دعمًا لترشحه نظرًا إلى الخلاف الدبلوماسي مع لندن في تلك الآونة. كان مراد ميرزا قائدًا ذو خبرة كبيرة في أعقاب تمرد حسن خان سالار. وفي خضم الاندفاع إلى استعادة مدينة مشهد، أُعلن السلطان مراد ميرزا حاكمًا عامًا جديدًا لخراسان. وأُرسل على رأس أحد الجيشين بقوة يبلغ تعدادها 7000 جندي و4 قطع مدفعية. وسرعان ما ستتحول الحرب مع سالار، الذي كان ابن عم مراد ميرزا، إلى حرب استنزاف وسيبقى القائد خلف جدران مشهد حتى شهر مارس من عام 1850. في أعقاب التمرد، منح ناصر الدين القاجاري لعمه لقب حسام السلطنة. وبذلك قرر البلاط الإمبراطوري القاجاري أن يتقدم جيش تحت قيادة حسام السلطنة السلطان مراد ميرزا بالسرعة القصوى لتأمين هراة وتجنب وقوعها المحتمل في يد دوست محمد خان. حاولت الحكومة الفارسية تبرير هذا العمل من خلال بيان نشر في صحيفة طهران غازيتا. أعلن البيان أن دوست محمد سيسير إلى هراة وسيغزو خراسان لاحقًا. ومع هذه السردية، ادعت طهران أن أفعالها كانت دفاعًا عن مؤسساتها الخاصة فقط وحفاظًا على وحدة أراضيها وأن جيشها أُرسل إلى هراة «لإنقاذ المملكة من قبضة دوست محمد».

## ترتيب المعركة
في فتح هراة: جند نجمي السلطان مراد ميرزا حسام السلطنة الأفواج التي كانت منتشرة في البداية ضمن قوة الحملة الفارسية إلى هراة، وتلك التي ذكرت في حصار القلعة. يشير ستانديش إلى رقم إجمالي للجيش الفارسي يبلغ 20 ألف مقاتل خلال الحصار. ويشير أمانات إلى رسالة مليئة بالسخط من المستشار (الصدر الأعظم) ميرزا أقا خان نوري إلى حسام السلطنة يوبخه فيها على التقدم البطيء للحصار على الرغم من وجود جيش يبلغ قوامه 15 ألف مقاتل تحت إمرة الجنرال. ووفقًا لهذه الرسالة، انطلق الجيش الفارسي ب 10 آلاف مقاتل و10 آلاف تومان أرسل إليها نوري 80 ألف تومان إضافي وأرسل تعزيزات من المقاتلين بلغ عددهم 5000 مقاتل. يشير ديفيد تشارلز تشامبين إلى قوة الجيش الفارسي عند 24 ألف مقاتل إضافة إلى 14 ألف من المشاة، في حين كان بقية المقاتلين حملة بنادق وخيالة غير نظاميين. ويشير أيضًا إلى حيازة قوات مراد ميرزا ل 26 مدفعًا. يشير محمد يوسف إلى قوة الجيش الفارسي عند 25 ألف مقاتل و30 مدفعًا. إلا أن المدافع الفارسية لم يكن لها سوى تأثير ضئيل على الحصار نظرًا إلى أنها علقت في جدران هراة الطينية.

### جيش قاجار
الجنرال حسام السلطنة مراد ميرزا.
| الكتيبة أو الوحدة          | القائد                                      |
| كتيبة مخبري شاقاقي         | قاسم خان                                    |
| كتيبة خوي                  | العقيد (سارهانغ) باغر آغا                   |
| كتيبة جيروس                | العقيد حسان علي خان غاروسي                  |
| كتيبة ماراغيه الجديدة      | العقيد إسكندر خان                           |
| كتيبة سيمنان               | باشا خان موكري باشا خان موكري               |
| كتيبة دامغان               | باشا خان موكري باشا خان موكري               |
| كتيبة شاقاقي خراسان        | رحمة الله خان                               |
| كتيبة أفشار أورميا         | اللواء الجنرال (سارتيب) يوسف خان            |
| كتيبة طهران الجديدة        | محمد رضا خان كيركيري                        |
| كتيبة كازفين القديمة       | عباس قولي خان سيف الملك                     |
| كتيبة كازفين الجديدة       | العقيد خان بابا خان                         |
| كتيبة خمسيه القديمة        | اللواء الجنرال ميرزا إبراهيم خان            |
| كتيبة تبريز السادسة        | العقيد محمد باقر خان                        |
| كتيبة خودابانديلو          | العقيد جعفر غولي خان                        |
| كتيبة عجم باستام           | اللواء الجنرال نافاب جاهانسوز آغا ميربانجيه |
| كتيبة عرب باستام           | اللواء الجنرال أمير علي خان                 |
| خيالة خراسان               | أمير حسين خان                               |
| كتيبة خيالة خراسان         | سام خان الخاني                              |
| خيالة أفغان هزارة          | سام خان الخاني                              |
| خيالة شاهسافان             | سفرالي خان                                  |
| كتيبة خيالة تورشيز         | سفرالي خان                                  |
| غلام بيش خدمتن حصان خراسان | اللواء الجنرال أبو القاسم خان               |

## الاستيلاء على غوريان

### معركة زنده جان
خلال تنظيم قوة الحملة الفارسية، أرسل حسام السلطنة العقيد الله فيردي خان لقيادة فصيل المدفعية مع 70 من القذائف نحو غوريان لبدء قصف حصنها. أمر محمد يوسف قائد الحصن في غوريان، أحمد خان كال كاهي، بتجنب القصف وبشن غارة للقاء جيش حسام السلطنة القادم عند موقع تخييمه. سار القائد أحمد خان باتجاه الجيش الفارسي مع 2000 من الخيالة الأفغان. أمر حسام السلطنة سام خان الخاني بقيادة خيالة خراسان وخيالة أفغان هزارة وسفرالي خان بأن يترأس خيالة شهزفان وكتيبة خيالة تورشيز مع قطعتين مدفعيتين ضد الجيش المعتدي.